# Parrottsville
Parrottsville és una població dels Estats Units a l'estat de Tennessee. Segons el cens del 2000 tenia 207 habitants.

## Demografia
Segons el cens del 2000, Parrottsville tenia 207 habitants, 79 habitatges, i 60 famílies. La densitat de població era de 222 habitants/km².
Dels 79 habitatges en un 36,7% hi vivien nens de menys de 18 anys, en un 58,2% hi vivien parelles casades, en un 15,2% dones solteres, i en un 22,8% no eren unitats familiars. En el 20,3% dels habitatges hi vivien persones soles el 10,1% de les quals corresponia a persones de 65 anys o més que vivien soles. El nombre mitjà de persones vivint en cada habitatge era de 2,62 i el nombre mitjà de persones que vivien en cada família era de 3.
Per edats la població es repartia de la següent manera: un 26,6% tenia menys de 18 anys, un 10,1% entre 18 i 24, un 31,9% entre 25 i 44, un 18,8% de 45 a 60 i un 12,6% 65 anys o més.
L'edat mediana era de 34 anys. Per cada 100 dones de 18 o més anys hi havia 94,9 homes.
La renda mediana per habitatge era de 31.458 $ i la renda mediana per família de 30.000 $. Els homes tenien una renda mediana de 26.607 $ mentre que les dones 19.000 $. La renda per capita de la població era de 13.409 $. Entorn del 7,4% de les famílies i l'11,5% de la població estaven per davall del llindar de pobresa.

## Poblacions més properes
El següent diagrama mostra les poblacions més properes.